# Asburgo-Lorena di Toscana

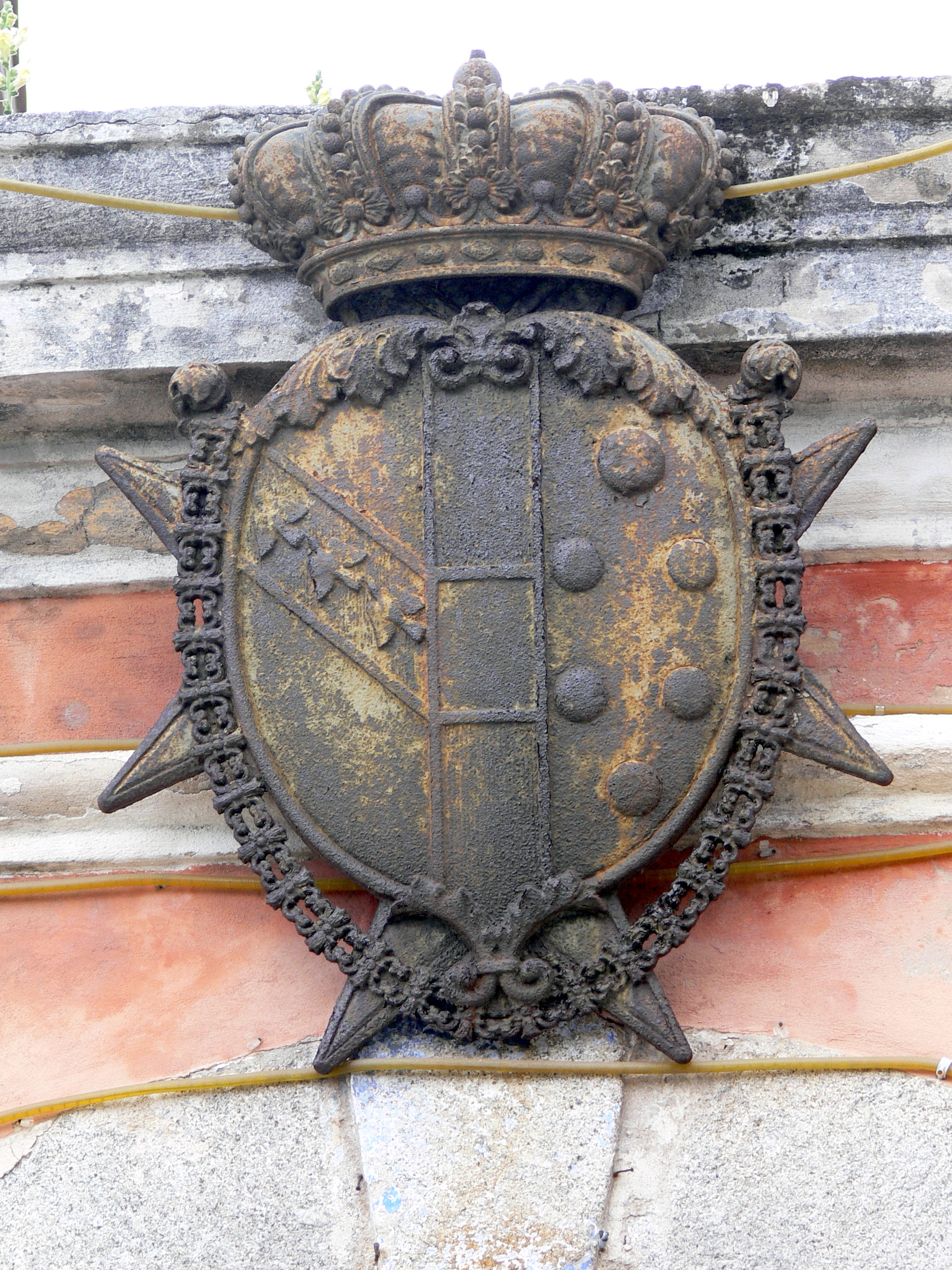
Stemma granducale degli Asburgo-Lorena di Toscana sulla Porta Lorena di Marciana Marina

Asburgo-Lorena di Toscana è il ramo cadetto della casa reale d'Asburgo che resse il Granducato di Toscana dal 1737 al 1801 e dal 1814 al 1860.

## Storia

### Origini
Nel 1736 il duca di Lorena Francesco III Stefano aveva sposato Maria Teresa d'Austria, unica (e contestata) erede dei variegati domini asburgici, sparsi per l'Europa (Austria, Boemia, Ungheria, Paesi Bassi, Milano, Napoli, Sicilia) ed anche tradizionale erede del titolo al Sacro Romano Impero.
La Francia, timorosa che la Lorena, una regione francofona, potesse passare agli Asburgo, si era affrettata a stipulare un trattato per cui riconosceva la Prammatica Sanzione e quindi l'eredità spettante a Maria Teresa, ma in cambio Francia e Austria stabilivano che il Ducato di Lorena fosse ceduto da Francesco III a Stanislao Leszczyński (ex re di Polonia e suocero di Luigi XV) e passasse alla Francia dopo la morte del sovrano polacco.
La casata di Lorena sarebbe stata compensata per questa perdita con il trono del Granducato di Toscana, ma con l'obbligo di non annetterla direttamente ai domini asburgici, dato che la successione sarebbe stata destinata ad un figlio cadetto dell'unione. Con il matrimonio di Maria Teresa e Francesco Stefano nacque così la dinastia imperiale degli Asburgo-Lorena, il cui ramo cadetto resse il Granducato di Toscana fino alla sua scomparsa.

### Francesco III (Francesco Stefano)

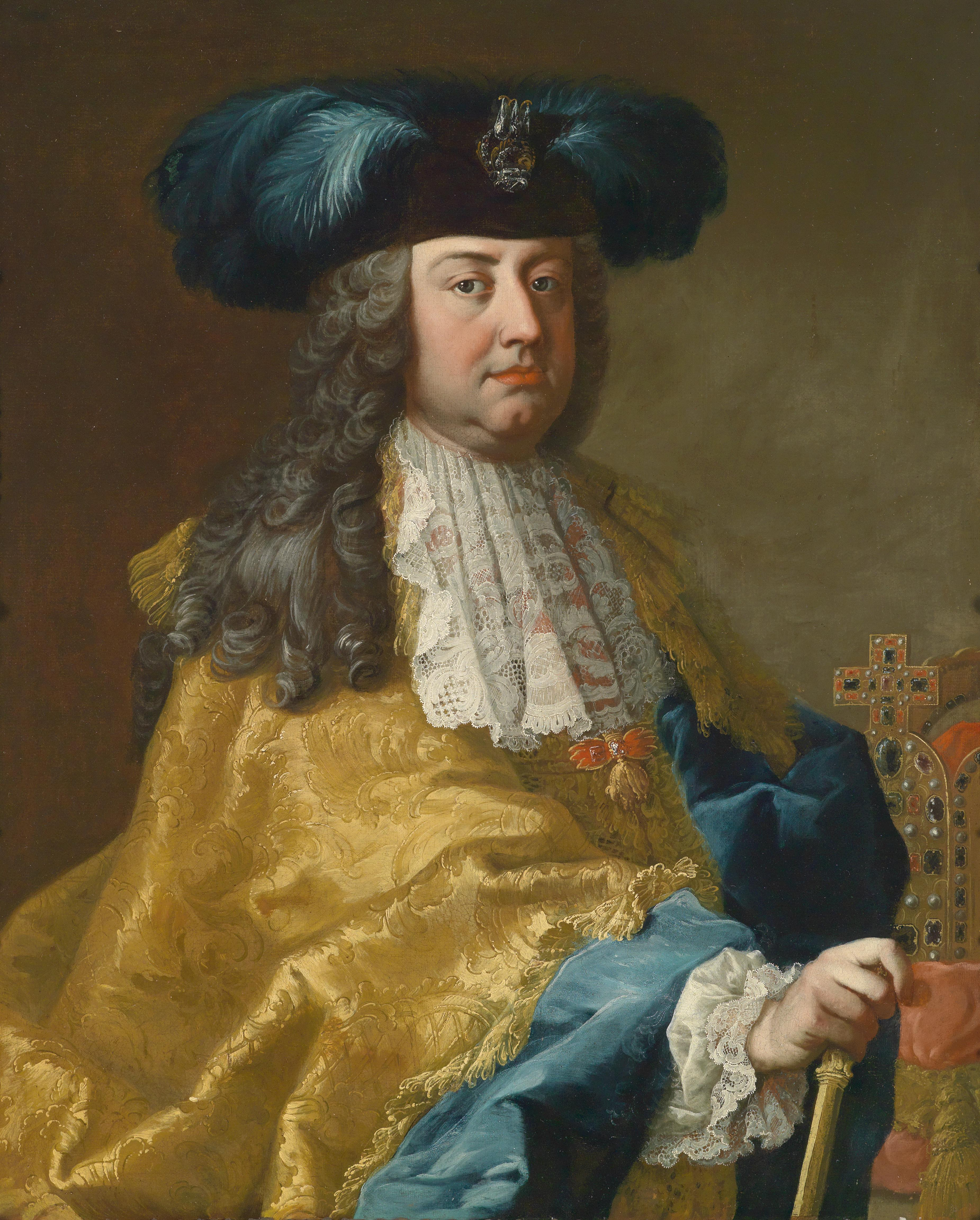
Francesco III Stefano

Figlio e successore di Leopoldo di Lorena (1679 – 1729) e di Elisabetta Carlotta di Borbone-Orléans (1676 – 1744).
Sposò Maria Teresa d'Asburgo, figlia dell'imperatore Carlo VI, il 12 febbraio 1736 ed a seguito della guerra di successione polacca dovette cedere l'avito titolo ducale al detronizzato re di Polonia Stanislao Leszczyński, come disposto dai preliminari del trattato di Vienna. In cambio ricevette il diritto a ereditare il titolo granducale di Toscana dopo la morte di Gian Gastone de' Medici (1737), allora promesso all'infante di Spagna Carlo di Borbone, che vi rinunciò come contropartita al riconoscimento austriaco della conquista borbonica delle Due Sicilie.
Per garantire l'indipendenza alla Toscana e non renderla una regione dello stato asburgico si stabilì di tenere separate le due corone, mantenendo per il primogenito della casata degli Asburgo-Lorena il titolo imperiale, mentre per il secondogenito quello granducale.
Visitò la Toscana solo per tre mesi nel 1739 e la governò soltanto per mezzo di rappresentanti, peraltro capaci ed intelligenti.
Francesco Stefano e Maria Teresa ebbero 16 figli.
- Maria Elisabetta (5 febbraio 1737 - 7 giugno 1740)
- Maria Anna (6 ottobre 1738 - 19 novembre 1789)
- Maria Carolina (12 gennaio 1740 - 25 gennaio 1741)
- Giuseppe (13 marzo 1741 - 20 febbraio 1790), futuro imperatore (1780-1790), sposò Maria Isabella di Borbone-Parma, quindi Maria Giuseppa di Baviera
- Maria Cristina (13 maggio 1742 - 24 giugno 1798), sposò Alberto di Sassonia, duca di Teschen
- Maria Elisabetta (13 agosto 1743 - 22 settembre 1808)
- Carlo Giuseppe (1º febbraio 1745 - 18 gennaio 1761)
- Maria Amalia (26 febbraio 1746 - 9 ottobre 1802), sposò Ferdinando di Borbone, duca di Parma
- Pietro Leopoldo (5 maggio 1747 - 1º marzo 1792), futuro Granduca di Toscana (1765-1790) ed imperatore (1790-1792), sposò Maria Ludovica di Borbone-Spagna
- Maria Carolina (17 settembre 1748)
- Maria Giovanna Gabriella (4 febbraio 1750 - 23 dicembre 1762)
- Maria Giuseppina (19 marzo 1751 - 15 ottobre 1767)
- Maria Carolina (13 agosto 1752 - 8 settembre 1814), sposò Ferdinando I delle Due Sicilie
- Ferdinando (1º giugno 1754 - 24 dicembre 1806), sposò Maria Beatrice Ricciarda d'Este, fondatore del ramo degli Asburgo-Este
- Maria Antonietta (2 novembre 1755 - 16 ottobre 1793), sposò Luigi XVI di Francia
- Massimiliano Francesco (8 dicembre 1756 - 27 giugno 1801), vescovo-elettore di Colonia

### Leopoldo I (Pietro Leopoldo)

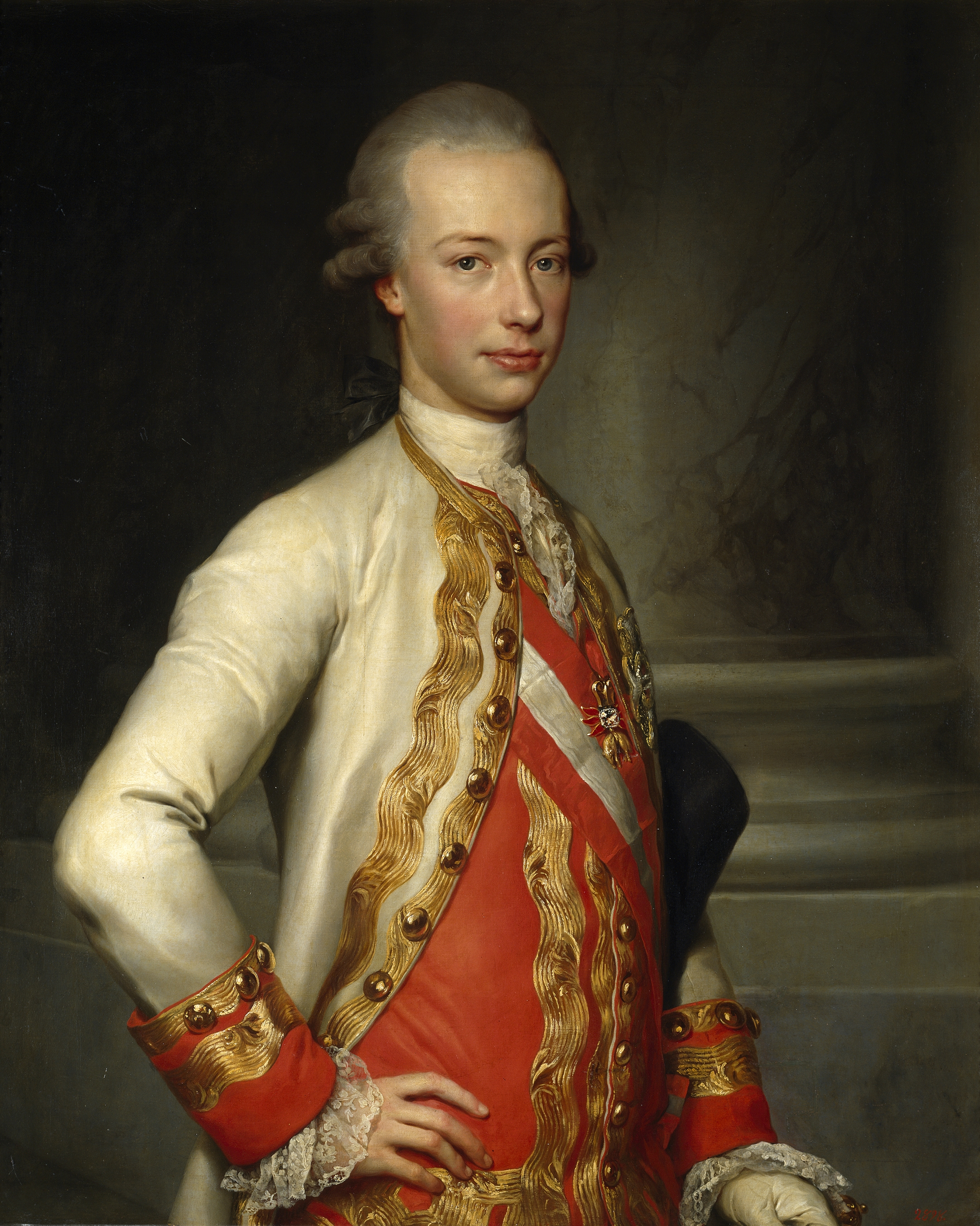
Pietro Leopoldo I

Come granduca di Toscana, Leopoldo fu un chiaro esempio di "sovrano illuminato" e le sue riforme si contraddistinsero per una propensione agli scopi pratici più che a quelli teorici.
Nella sua opera riformatrice si avvalse di importanti funzionari come Giulio Rucellai, Pompeo Neri, Francesco Maria Gianni, Angelo Tavanti.
Il granduca avviò una politica liberista raccogliendo l'appello di Sallustio Antonio Bandini del quale fece pubblicare l'inedito Discorso sulla Maremma, promuovendo la bonifica delle aree paludose nella Maremma e nella Val di Chiana e favorendo lo sviluppo dell'Accademia dei Georgofili. Introdusse la libertà nel commercio dei grani abolendo i vincoli annonari che bloccavano le colture cerealicole, ma l'avvenimento capitale fu, dopo tanti secoli, la liquidazione delle corporazioni di origine medioevale, ostacolo principale per un'evoluzione economica e sociale dell'attività industriale. Introdusse poi la nuova tariffa doganale del 1781, in base alla quale vennero aboliti tutti i divieti assoluti, che furono sostituiti da dazi protettivi, tenuti, del resto, a un livello molto basso in confronto a quelli allora in vigore.
La trasformazione del sistema fiscale fu da Pietro Leopoldo intrapresa fin dai suoi primi anni di regno e nel 1769 venne abolito l'appalto generale ed iniziata la riscossione diretta delle imposte. Esitante si rivelò invece il sovrano fra la politica di Tavanti, che fino al 1781 attraverso il catasto, intendeva prendere la proprietà fondiaria come termine di misura per l'imposizione fiscale e, dopo la morte di Tavanti, nel 1781, quella di Francesco Maria Gianni, suo maggiore collaboratore dal quel momento, che concepiva un piano di eliminazione del debito pubblico attraverso la vendita dei diritti fiscali che lo stato aveva sulla terra dei sudditi. Si sarebbe poi passati ad un sistema fondato esclusivamente sull'imposizione indiretta; operazione questa che, iniziata nel 1788, non era ultimata nel 1790 quando Leopoldo divenne imperatore.
Riformò certi aspetti della legislazione toscana, ma il suo maggior progetto, la redazione di un nuovo codice che Pompeo Neri avrebbe dovuto realizzare, non giunse a termine per la morte del Neri stesso, mentre i progetti di costituzione non ebbero seguito a causa della sua partenza per Vienna.
In campo ecclesiastico Pietro Leopoldo si ispirò ai principi del giurisdizionalismo, sopprimendo i conventi e abolendo i vincoli di manomorta. Inoltre «guardò con interesse al giansenismo, individuando nel vescovo di Pistoia, Scipione de'Ricci, l'alfiere di queste idee», e così, la Toscana si volse religiosamente verso il Giansenismo, rappresentato dal vescovo di Pistoia Scipione de Ricci, tanto che il granduca gli fece organizzare un sinodo a Pistoia nel 1786 per riformare l'organizzazione ecclesiastica toscana secondo i principi giansenisti.
Il programma uscito da questo sinodo, riassunto in 57 punti e frutto dell'intesa con Pietro Leopoldo, interessava gli aspetti patrimoniali e culturali e affermava l'autonomia delle Chiese locali rispetto al Papa e la superiorità del Concilio, ma le forti opposizioni del clero e del popolo lo convinsero a rinunciare a questa riforma.
Nel periodo 1779-1782 Pietro Leopoldo avviò un progetto costituzionale che continuò ulteriormente nel 1790 per fondare i poteri del sovrano secondo un rapporto contrattualistico. Anche questa politica però suscitò forti opposizioni, e il granduca, che proprio in quell'anno saliva al trono imperiale fu costretto a rinunciarvi.
Ma la riforma più importante introdotta da Pietro Leopoldo fu l'abolizione degli ultimi retaggi giuridici medievali: in un colpo solo abolì il reato di lesa maestà, la confisca dei beni, la tortura e, cosa più importante, la pena di morte grazie al varo del nuovo codice penale del 1786 (che prenderà il nome di Riforma criminale toscana o Leopoldina). La Toscana sarà quindi il primo stato nel mondo ad adottare i principi di Cesare Beccaria, il più importante illuminista italiano che nella sua opera Dei delitti e delle pene invocava appunto l'abolizione della pena capitale.
Salì al trono imperiale nel 1790, alla morte del fratello Giuseppe. Appena arrivato al potere dovette pacificare l'impero revocando i provvedimenti più radicali proposti dal fratello.
Essendosi conservato, contro la volontà di Giuseppe, lo status di secondogenitura della Toscana, all'atto della sua ascesa sui tradizionali troni della monarchia asburgica, Leopoldo II rinunciò a quello del Granducato di Toscana in favore del figlio secondogenito, Ferdinando, il quale diventava così granduca in un periodo che già si presentava agitato. Per fronteggiare i disordini di stampo sanfedista che occorsero all'atto del suo passaggio a Vienna, Leopoldo revocò parzialmente l'abolizione della pena di morte disposta solo quattro anni prima, e, nel 1895, Ferdinando ne estese ulteriormente la casistica di applicazione.

### Ferdinando III

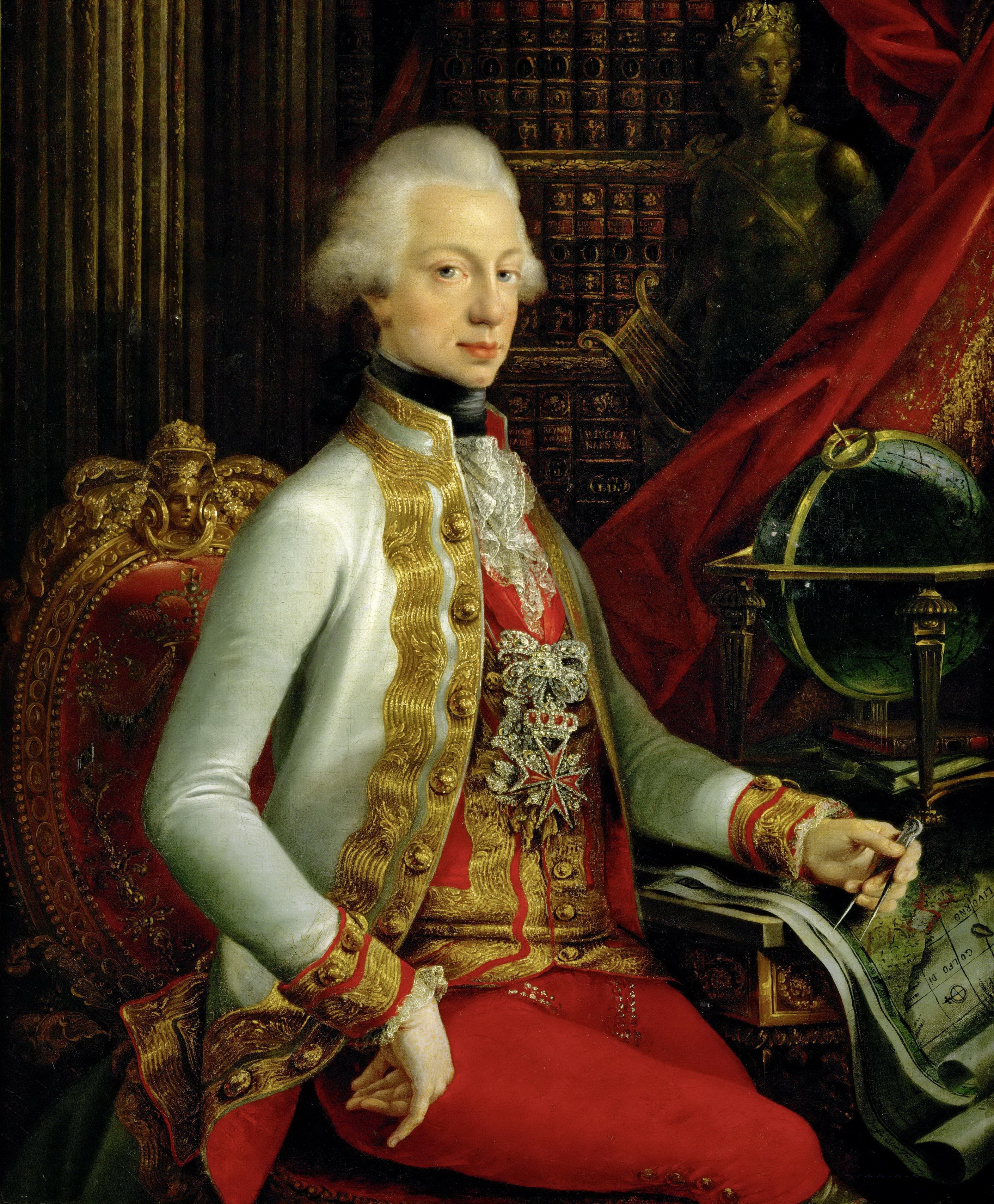
Ferdinando III

In politica interna, il nuovo granduca non ripudiò le riforme paterne che avevano portato la Toscana all'avanguardia in Europa, precedendo in alcuni campi persino la Rivoluzione francese allora in corso, ma cercò di limitarne alcuni eccessi, soprattutto in campo religioso, che erano stati accolti malvolentieri dal popolo.
In politica estera, Ferdinando III cercò di restare neutrale nella tempesta succeduta alla Rivoluzione Francese ma fu costretto ad allinearsi alla coalizione antirivoluzionaria su forti pressioni dell'Inghilterra, che minacciava di occupare Livorno e l'8 ottobre 1793 dichiarò guerra alla Repubblica Francese. La dichiarazione non ebbe però effetti pratici ed anzi, la Toscana fu il primo stato a concludere la pace e a ristabilire le relazioni con Parigi nel febbraio 1795.
La cautela del Granduca non servì però a tenere fuori la Toscana dall'incendio napoleonico: nel 1796 le armate francesi occupavano Livorno per sottrarla all'influenza britannica e lo stesso Napoleone entrava in Firenze, ben accolto dal sovrano ed occupava il Granducato, pur non abbattendo il governo locale. Solo nel marzo 1799 Ferdinando III fu costretto all'esilio a Vienna, in seguito al precipitare della situazione politica della penisola. Le truppe francesi rimasero in Toscana fino al luglio 1799, quando furono scacciate da una controffensiva austrorussa a cui diedero aiuto gli insorti sanfedisti del "Viva Maria!".
La restaurazione fu breve; già l'anno dopo Napoleone tornava in Italia e ristabiliva il suo dominio sulla Penisola; nel 1801 Ferdinando doveva abdicare al trono di Toscana, ricevendo in compenso prima (1803) il Granducato di Salisburgo, nato con la secolarizzazione dell'ex stato arcivescovile e poi (1805) il Granducato di Würzburg, altro stato sorto con la secolarizzazione di un principato vescovile.
Ferdinando III tornò in Toscana solo nel settembre 1814, dopo la caduta di Napoleone. Al Congresso di Vienna, ottenne alcuni ritocchi del territorio con l'annessione del Principato di Piombino, dello Stato dei Presidii, dei feudi imperiali di Vernio, Monte Santa Maria Tiberina e Montauto, nonché il diritto di reversione sul Ducato di Lucca al momento in cui i Borbone-Parma, collocati dal Congresso alla sua testa, avessero trovato altrove una più conveniente sistemazione dinastica. In tale evenienza, però, il Granducato avrebbe dovuto cedere in compensazione al Ducato di Modena alcune exclave lucchesi e toscane in Lunigiana, Garfagnana e sulla riviera apuana e versiliese.
La Restaurazione in Toscana fu, per merito del Granduca, un esempio di mitezza e buon senso: non vi furono epurazioni del personale che aveva operato nel periodo francese; non si abrogarono le leggi francesi in materia civile ed economica (salvo il divorzio) e dove si effettuarono restaurazioni si ebbe il ritorno delle già avanzate leggi leopoldine, come in campo penale.
Le maggiori cure del restaurato governo lorenese furono per le opere pubbliche; in questi anni si realizzarono numerose strade (come la Volterrana), acquedotti e si diede inizio ai primi seri lavori di bonifica della Valdichiana e della Maremma, che videro l'impegno personale dello stesso sovrano. Ferdinando III pagò questo lodevole impegno personale con la contrazione della malaria, che lo condusse a morte nel 1824.
Ferdinando sposò a Vienna il 19 settembre 1790 Luisa Maria Amalia di Borbone-Napoli da cui ebbe cinque figli:
- Carolina Ferdinanda (Firenze, 2 agosto 1793- Vienna 5 gennaio 1802);
- Francesco Leopoldo (Firenze, 15 dicembre 1794-Vienna, 18 maggio 1800);
- Leopoldo II Giovanni (Firenze, 3 ottobre 1797-Roma 29 gennaio 1870);
- Maria Luisa (Firenze, 30 agosto 1799-Firenze, 15 giugno 1857);
- Maria Teresa (Vienna, 21 marzo 1801-Torino, 12 gennaio 1855).

Rimasto vedovo nel 1802, si risposò a Firenze il 6 maggio 1821 con Maria Ferdinanda di Sassonia, ma non ebbe altri figli.

### Leopoldo II

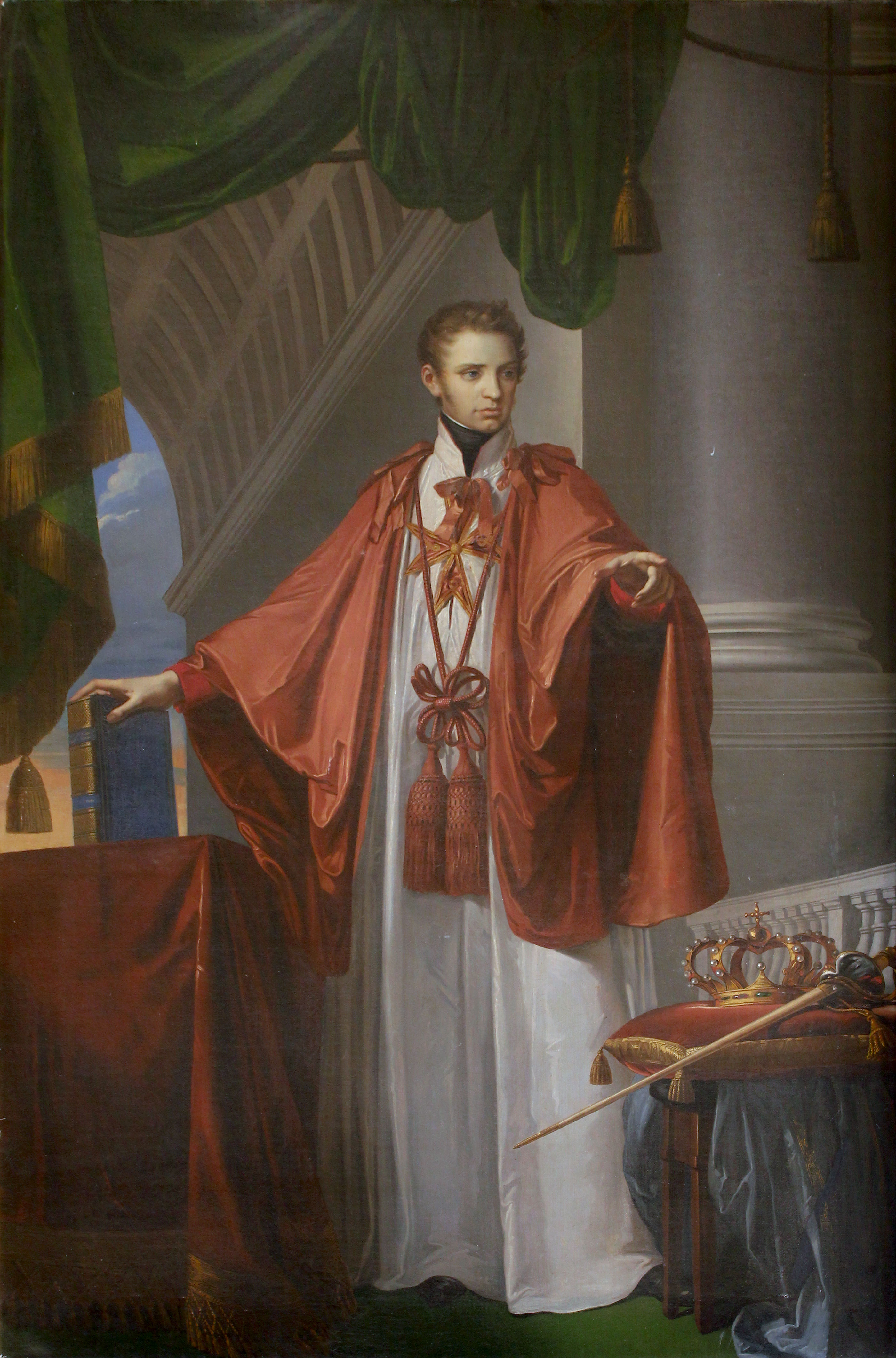
Leopoldo II

Alla morte del padre nel 1824 Leopoldo II assunse il potere e subito dimostrò di voler essere un sovrano indipendente, appoggiato in questo dal ministro Vittorio Fossombroni, che seppe sventare una manovra dell'ambasciatore austriaco conte di Bombelles per influenzare l'inesperto granduca. 

Questi non solo confermò i ministri che il padre aveva nominato, ma diede subito prova della sua sincera voglia di impegnarsi con una riduzione della tassa sulla carne ed un piano di opere pubbliche che prevedeva la continuazione della bonifica della Maremma (tanto da essere soprannominato affettuosamente "Canapone" e ricordato dai Grossetani con un monumento scultoreo collocato in Piazza Dante), l'ampliamento del porto di Livorno, la costruzione di nuove strade, un primo sviluppo delle attività turistiche (allora chiamate "industria del forestiero") e lo sfruttamento delle miniere del granducato.
Dal punto di vista politico, il governo di Leopoldo II fu in quegli anni il più mite e tollerante negli stati italiani: la censura, affidata al dotto e mite Padre Mauro Bernardini da Cutigliano, non ebbe molte occasioni di operare e molti esponenti della cultura italiana del tempo, perseguitati o che non trovavano l'ambiente ideale in patria, poterono trovare asilo in Toscana, come accadde a Giacomo Leopardi, Alessandro Manzoni, Guglielmo Pepe, Niccolò Tommaseo. Alcuni scrittori ed intellettuali toscani come Guerrazzi, Gian Pietro Viesseux e Giuseppe Giusti, che in altri stati italiani avrebbero sicuramente passato dei guai, poterono operare in tranquillità.
È rimasta celebre la risposta del granduca all'ambasciatore austriaco che si lamentava che "in Toscana la censura non fa il suo dovere", al quale con stizza ribatté "ma il suo dovere è quello di non farlo!". Unico neo in tanta tolleranza e mitezza fu la soppressione della rivista "L'Antologia" di Gian Pietro Viesseux, avvenuta nel 1833 per le pressioni austriache e comunque senza ulteriori esiti civili o penali per il fondatore.
Nell'aprile 1859, nell'imminenza della guerra franco-piemontese contro l'Austria, Leopoldo II proclamò la neutralità, ma ormai il governo granducale aveva i giorni contati: in Firenze la popolazione rumoreggiava e le truppe davano segni di insubordinazione.

Il 27 aprile, verso le quattro, davanti ad una grande folla tumultuante per le strade di Firenze e all'aperta rivolta dell'esercito, Leopoldo II partì in carrozza da Palazzo Pitti, uscendo per la porta di Boboli, verso la strada di Bologna. Aveva appena rifiutato di abdicare a favore del figlio Ferdinando.
La pacifica rassegnazione al corso della storia (il Granduca non pensò mai ad una soluzione di forza) e le modalità del commiato, con gli effetti personali caricati in poche carrozze e le attestazioni di simpatia al personale di corte, fecero sì che negli ultimi momenti di permanenza in Toscana gli ormai ex sudditi riacquistassero l'antica stima per Leopoldo: la famiglia granducale fu salutata dai fiorentini, levantisi il cappello al passaggio, con il grido "Addio babbo Leopoldo!" e accompagnata con tutti i riguardi da una scorta fino alle Filigare, ormai ex dogana con lo Stato Pontificio. Alle sei pomeridiane di quello stesso giorno, il Municipio di Firenze constatò l'assenza di alcuna disposizione lasciata dal sovrano e nominò un governo provvisorio.
Rifugiatosi presso la corte viennese, l'ex granduca abdicò ufficialmente solo il successivo 21 luglio; da allora visse in Boemia, recandosi a Roma nel 1869, dove morì il 28 gennaio 1870. Nel 1914 la sua salma fu poi trasportata a Vienna per essere sepolta nel mausoleo degli Asburgo, la Cripta dei Cappuccini.

### Ferdinando IV

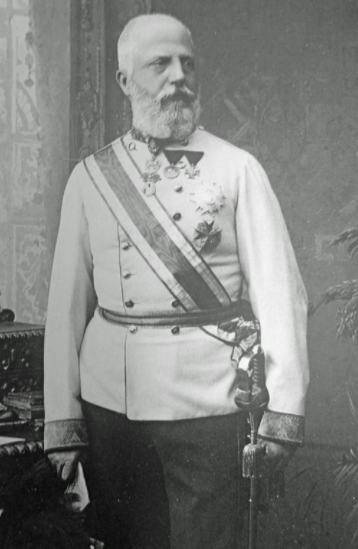
Ferdinando IV

Figlio del granduca Leopoldo II e della granduchessa Maria Antonietta, salì virtualmente al trono di Toscana dopo l'abdicazione del padre nel 1859. 

Fu un protagonista involontario del Risorgimento in quanto che, fino al passaggio della Toscana al Regno d'Italia (1860), ne era Granduca pur non risiedendo a Firenze e non avendo mai assunto legalmente pieni poteri.
Nonostante ciò, anche dopo la soppressione del Granducato, avendo mantenuta la "fons honorum" e la collazione degli Ordini dinastici, Ferdinando continuò ad elargire titoli e decorazioni. Cercò inoltre, fino al 1866, di ricostituire il Granducato, finanziando personalmente un movimento autonomista toscano. In seguito al riconoscimento del Regno d'Italia da parte dell'Impero austriaco, lasciò l'Italia e andò in esilio in Austria.
Sposò nel 1856 la principessa Anna Maria di Sassonia, che morì nel 1859, e in seconde nozze Alice di Borbone-Parma.
Il 20 dicembre 1866 Ferdinando IV di Toscana ed i suoi figli rientrarono nella Casa Imperiale e la Casa di Toscana cessò di esistere come ramo di casa sovrana autonoma, venendo riassorbita da quella imperiale austriaca; a Ferdinando fu permesso di mantenere la sua fons honorum vita natural durante, mentre i figli divennero solo Principi Imperiali (Archiduchi/Arciduchesse d'Austria) e non più Principi/Principesse di Toscana: Ferdinando IV abdicò ai diritti dinastici al Granducato di Toscana (1870) a favore dell'Imperatore Francesco Giuseppe d'Austria e pertanto anche i suoi discendenti persero ogni diritto politico sulla Toscana mentre quelli dinastici si erano dissolti sin dal 1866. Il Gran Magistero dell'Ordine di Santo Stefano cessò invece con la morte di Ferdinando IV. L’imperatore Francesco Giuseppe I (1830-1916) aveva infatti proibito, dopo la morte del granduca Ferdinando IV avvenuta nel 1908, di assumere i titoli di granduca o di principe o principessa di Toscana.
Ferdinando morì in esilio a Salisburgo nel 1908.

## Tavola genealogica
|                                 |                                 |                                 |                                 |                                |                                |                               |                     |                    |                               |                               |                    |                     |                     |                                  |                      |                                |                                |                                |                                |                                |                                |                             |                             |                               |                                 |                                 |                               |                                |                                |
|                                 |                                 |                                 |                                 |                                |                                |                               |                     |                    |                               |                               |                    |                     |                     | · Asburgo-Lorena · Francesco I · |                      |                                |                                |                                |                                |                                |                                |                             |                             |                               |                                 |                                 |                               |                                |                                |
|                                 |                                 |                                 |                                 |                                |                                |                               |                     |                    |                               |                               |                    |                     |                     |                                  |                      |                                |                                |                                |                                |                                |                                |                             |                             |                               |                                 |                                 |                               |                                |                                |
|                                 |                                 |                                 |                                 |                                |                                |                               |                     |                    |                               |                               |                    |                     |                     |                                  |                      |                                |                                |                                |                                |                                |                                |                             |                             |                               |                                 |                                 |                               |                                |                                |
|                                 |                                 |                                 |                                 |                                |                                |                               |                     |                    |                               |                               |                    |                     |                     | Leopoldo I *1747 †1792           |                      |                                |                                |                                |                                |                                |                                |                             |                             |                               |                                 |                                 |                               |                                |                                |
|                                 |                                 |                                 |                                 |                                |                                |                               |                     |                    |                               |                               |                    |                     |                     |                                  |                      |                                |                                |                                |                                |                                |                                |                             |                             |                               |                                 |                                 |                               |                                |                                |
|                                 |                                 |                                 |                                 |                                |                                |                               |                     |                    |                               |                               |                    |                     |                     |                                  |                      |                                |                                |                                |                                |                                |                                |                             |                             |                               |                                 |                                 |                               |                                |                                |
|                                 |                                 |                                 |                                 |                                |                                |                               |                     |                    |                               |                               |                    |                     |                     | Ferdinando III *1769 †1824       |                      |                                |                                |                                |                                |                                |                                |                             |                             |                               |                                 |                                 |                               |                                |                                |
|                                 |                                 |                                 |                                 |                                |                                |                               |                     |                    |                               |                               |                    |                     |                     |                                  |                      |                                |                                |                                |                                |                                |                                |                             |                             |                               |                                 |                                 |                               |                                |                                |
|                                 |                                 |                                 |                                 |                                |                                |                               |                     |                    |                               |                               |                    |                     |                     |                                  |                      |                                |                                |                                |                                |                                |                                |                             |                             |                               |                                 |                                 |                               |                                |                                |
|                                 |                                 |                                 |                                 |                                |                                |                               |                     |                    |                               |                               |                    |                     |                     | Leopoldo II *1797 †1870          |                      |                                |                                |                                |                                |                                |                                |                             |                             |                               |                                 |                                 |                               |                                |                                |
|                                 |                                 |                                 |                                 |                                |                                |                               |                     |                    |                               |                               |                    |                     |                     |                                  |                      |                                |                                |                                |                                |                                |                                |                             |                             |                               |                                 |                                 |                               |                                |                                |
|                                 |                                 |                                 |                                 |                                |                                |                               |                     |                    |                               |                               |                    |                     |                     |                                  |                      |                                |                                |                                |                                |                                |                                |                             |                             |                               |                                 |                                 |                               |                                |                                |
|                                 |                                 |                                 |                                 | Ferdinando IV *1835 †1908      | Ferdinando IV *1835 †1908      |                               |                     |                    |                               |                               |                    |                     |                     |                                  |                      |                                |                                |                                |                                |                                | Carlo Salvatore *1839 †1892    | Carlo Salvatore *1839 †1892 | Luigi Salvatore *1847 †1915 | Luigi Salvatore *1847 †1915   | Giovanni Nepomuceno *1852 †1890 | Giovanni Nepomuceno *1852 †1890 |                               |                                |                                |
|                                 |                                 |                                 |                                 |                                |                                |                               |                     |                    |                               |                               |                    |                     |                     |                                  |                      |                                |                                |                                |                                |                                |                                |                             |                             |                               |                                 |                                 |                               |                                |                                |
|                                 |                                 |                                 |                                 |                                |                                |                               |                     |                    |                               |                               |                    |                     |                     |                                  |                      |                                |                                |                                |                                |                                |                                |                             |                             |                               |                                 |                                 |                               |                                |                                |
| Leopoldo Ferdinando *1868 †1935 | Leopoldo Ferdinando *1868 †1935 | Giuseppe Ferdinando *1872 †1942 | Giuseppe Ferdinando *1872 †1942 |                                | Pietro Ferdinando *1874 †1948  | Pietro Ferdinando *1874 †1948 |                     |                    | Enrico Ferdinando *1878 †1969 | Enrico Ferdinando *1878 †1969 |                    |                     |                     |                                  |                      | Leopoldo Salvatore *1863 †1931 | Leopoldo Salvatore *1863 †1931 |                                |                                |                                |                                |                             |                             |                               | Francesco Salvatore *1866 †1939 | Francesco Salvatore *1866 †1939 | Alberto Salvatore *1871 †1896 | Alberto Salvatore *1871 †1896  |                                |
|                                 |                                 |                                 |                                 |                                |                                |                               |                     |                    |                               |                               |                    |                     |                     |                                  |                      |                                |                                |                                |                                |                                |                                |                             |                             |                               |                                 |                                 |                               |                                |                                |
|                                 |                                 |                                 |                                 |                                |                                |                               |                     |                    |                               |                               |                    |                     |                     |                                  |                      |                                |                                |                                |                                |                                |                                |                             |                             |                               |                                 |                                 |                               |                                |                                |
|                                 |                                 | Maximilian *1932                | Maximilian *1932                | Goffredo *1902 †1984           | Goffredo *1902 †1984           | Giorgio *1905 †1952           | Giorgio *1905 †1952 | Enrico *1908 †1968 | Enrico *1908 †1968            | Othmar *1910 †1988            | Othmar *1910 †1988 | Ranieri *1895 †1930 | Ranieri *1895 †1930 | Leopoldo *1897 †1958             | Leopoldo *1897 †1958 | Antonio *1901 †1987            | Antonio *1901 †1987            | Francesco Giuseppe *1905 †1975 | Francesco Giuseppe *1905 †1975 | Carlo Pio *1909 †1953          | Carlo Pio *1909 †1953          | Francesco Carlo *1893 †1918 | Francesco Carlo *1893 †1918 | Umberto Salvatore *1894 †1971 | Umberto Salvatore *1894 †1971   | Teodoro Salvatore *1899 †1978   | Teodoro Salvatore *1899 †1978 | Clemente Salvatore *1904 †1974 | Clemente Salvatore *1904 †1974 |
|                                 |                                 |                                 |                                 |                                |                                |                               |                     |                    |                               |                               |                    |                     |                     |                                  |                      |                                |                                |                                |                                |                                |                                |                             |                             |                               |                                 |                                 |                               |                                |                                |
|                                 |                                 |                                 |                                 |                                |                                |                               |                     |                    |                               |                               |                    |                     |                     |                                  |                      |                                |                                |                                |                                |                                |                                |                             |                             |                               |                                 |                                 |                               |                                |                                |
|                                 |                                 |                                 |                                 | Leopoldo Francesco *1942 †2021 | Leopoldo Francesco *1942 †2021 |                               |                     |                    |                               |                               |                    |                     |                     |                                  | Stefano *1932 †1998  | Stefano *1932 †1998            | Domenico *1937                 | Domenico *1937                 |                                | Federico Salvatore *1927 †1999 | Federico Salvatore *1927 †1999 | Andrea Salvatore *1936      | Andrea Salvatore *1936      | Markus Emanuele *1946         | Markus Emanuele *1946           | Giovanni Massimiliano *1947     | Giovanni Massimiliano *1947   | Michele Salvatore *1949        | Michele Salvatore *1949        |
|                                 |                                 |                                 |                                 |                                |                                |                               |                     |                    |                               |                               |                    |                     |                     |                                  |                      |                                |                                |                                |                                |                                |                                |                             |                             |                               |                                 |                                 |                               |                                |                                |
|                                 |                                 |                                 |                                 |                                |                                |                               |                     |                    |                               |                               |                    |                     |                     |                                  |                      |                                |                                |                                |                                |                                |                                |                             |                             |                               |                                 |                                 |                               |                                |                                |
|                                 |                                 |                                 | Sigismondo *1966                | Sigismondo *1966               | Guntram Maria *1967            | Guntram Maria *1967           |                     |                    |                               |                               |                    |                     |                     |                                  |                      |                                |                                |                                |                                |                                |                                |                             |                             |                               |                                 |                                 |                               |                                |                                |
|                                 |                                 |                                 |                                 |                                |                                |                               |                     |                    |                               |                               |                    |                     |                     |                                  |                      |                                |                                |                                |                                |                                |                                |                             |                             |                               |                                 |                                 |                               |                                |                                |
|                                 |                                 |                                 |                                 |                                |                                |                               |                     |                    |                               |                               |                    |                     |                     |                                  |                      |                                |                                |                                |                                |                                |                                |                             |                             |                               |                                 |                                 |                               |                                |                                |
|                                 |                                 | Leopoldo Amedeo *2001           | Leopoldo Amedeo *2001           | Massimiliano Stefano *2004     | Massimiliano Stefano *2004     |                               |                     |                    |                               |                               |                    |                     |                     |                                  |                      |                                |                                |                                |                                |                                |                                |                             |                             |                               |                                 |                                 |                               |                                |                                |

## Genealogia parziale
Ferdinando III di Toscana (1769 - 1824) - sposò nel 1790 Luisa Maria Amalia di Borbone-Due Sicilie (1773 - 1802); sposò nel 1821 Maria Ferdinanda di Sassonia (1796 - 1865): 
1. (I) Carolina (1793 - 1802)
2. Francesco Leopoldo (1794 - 1800)
3. Leopoldo II d'Asburgo-Lorena (1797 - 1820) - sposò nel 1817 Maria Anna di  Sassonia (1799 - 1832); sposò in seconde nozze nel 1833 Maria Antonia di Borbone-Due Sicilie (1814-1898):
  1. (I) Maria Carolina (1822 - 1841)
  2. Augusta (1825 - 1864) - sposò nel 1844 Leopoldo di Baviera (1821 - 1912): con discendenza;
  3. Maria Massimiliana (1827 - 1834);
  4. (II) Maria Isabella (1834 - 1901) - sposò nel 1850 Francesco di Borbone-Due Sicilie (1827 - 1892): con discendenza;
  5. Ferdinando IV di Toscana (1835 - 1908) - sposò nel 1856 Anna Maria di Sassonia (1836 - 1859); sposò in seconde nozze nel 1868 Alice di Borbone-Parma (1849 - 1935):
    1. (I) Maria Antonietta (1858-1883) - religiosa;
    2. (II) Leopoldo Ferdinando (1868 - 1935) - sposò nel 1903, divorziando nel 1907 Wilhelmine Adamovicz (1877 - 1908); sposò nel 1907 Maria Magdalena Ritter, divorziando nel 1916 (1876 - 1924); sposò nel 1933, divorziando pochi mesi dopo, Klara Hedwig Groeger (1894 - 1978): senza discendenza;
    3. Luisa (1870 - 1947) - sposò nel 1891 Federico Augusto III di Sassonia (1865 - 1932), divorziando nel 1903; sposò nel 1907 Enrico Toselli (1883 - 1926), divorziando nel 1912: con discendenza;
    4. Giuseppe Ferdinando (1872 - 1942) - sposò nel 1921 Rosa Kaltenbrunner (1878 - 1929), divorziando nel 1928; sposò nel 1929 Gertrude Tomanek (1902 - 1997):
      1. Claudia (1930 - viv.)
      2. Maximilian (1932 - 2024) - sposò nel 1961 Doris Williams (1929 - viv.):
        1. Maria Camilla (1962 - viv.)

    5. Pietro Ferdinando (1874 - 1948) - sposò nel 1900 Maria Cristina di Borbone-Due Sicilie (1877-1947):
      1. Goffredo (1902 - 1984) - sposò nel 1938 Dorotea di Baviera:
        1. Elisabeth (1939 - viv.) - ha sposato nel 1965 Friedrich Elder von Braun: con discendenza;
        2. Alice (1941 - viv.) - ha sposato nel 1970 Vittorio Manno: con discendenza;
        3. Leopold Franz (1942 - 2021)
        4. Maria Antoinette (1950 - viv.)

      2. Elena (1903 - 1924) - sposò nel 1923 Filippo Alberto di Württemberg (1893 - 1975): con discendenza;
      3. Giorgio (1905 - 1952) - sposò nel 1936 Marie Valerie di Waldburg-Zeil-Hohenems:
        1. Guntram (1937 - 1944)
        2. Radbot (1938 - viv.) - ha sposato Caroline Proust:
          1. Leopold (1973 - viv.) - ha sposato nel 2002 Nina Lenhart-Backhaus:
            1. Chiara (2004 - viv.)
            2. Felix (2007 - viv.)
            3. Georg (2009 - viv.)

          2. Maximilian (1976 - viv.)
          3. Eleonore (1979 - viv.) - ha sposato nel 2005 Francesco Pelagallo: con discendenza;

        3. Marie Christine (1941 - 1942)
        4. Walburga (1942 - viv.) - ha sposato nel 1969 Carlos Tasso de Saxe-Coburg e Bragança (1931 - viv.): con discendenza;
        5. Verena (1944 - 1945)
        6. Johann (1946)
        7. Katharina (1948 - viv.) - ha sposato nel 1983 Roland Huber: con discendenza;
        8. Agnes (1950 - viv.) - ha sposato Peter von Furstenberg: con discendenza;
        9. Georg (1952 - viv.)

      4. Rosa (1906 - 1983) - sposò nel 1928 Filippo Alberto di Württemberg (1893 - 1975): con discendenza;

    6. Enrico Ferdinando (1878 - 1969) - sposò nel 1919 Maria Karoline Ludescher:
      1. Enrico (1908-1968), sposato con Helvig Schutte (1910-1990);
      2. Othmar (1910-1988), sposato con Helene Moser (1920-1994);
      3. Veronica (1912-2001)

    7. Anna Maria (1879 - 1961) - sposò Johannes di Hohenlohe-Bartenstein
    8. Margherita Maria (1881 - 1965)
    9. Germana Maria (1884 - 1955)
    10. Roberto Ferdinando (1885 - 1895)
    11. Agnese Maria (1891 - 1945)

  6. Maria Teresa (1836 - 1838)
  7. Maria Cristina (1838 - 1849)
  8. Carlo Salvatore (1839 - 1892) - sposò nel 1861 Maria Immacolata di Borbone-Due Sicilie (1844 - 1899):
    1. Maria Teresa (1862-1933) - sposò nel 1886 Carlo Stefano d'Asburgo-Teschen (1860 - 1933): con discendenza;
    2. Leopoldo Salvatore (1863 - 1931) - sposò nel 1889 Bianca di Borbone-Spagna (1868 - 1949):
      1. Dolores (1891 - 1974)
      2. Immacolata (1892 - 1971) - sposò nel 1932 Iginio Neri-Sernieri (1891 - 1950): senza discendenza;
      3. Maria Antonia (1899 - 1977) - sposò nel 1924 Ramon Orlandis y Villalonga (1896 - 1936); sposò nel 1942 Luis Perez Sucre (1899 - 1950): con discendenza;
      4. Antonio (1901 - 1987) - sposò nel 1931 Ileana di Romania (1909 - 1991):
        1. Stefan (1932–1998) - ha sposato nel 1954 Jerrine Soper (1931-2015):
          1. Christophe (1957 - viv.) - ha sposato nel 1987 Elisabeth Popejoy:
            1. Saygan-Genevieve (1987 - viv.)

          2. Ileana (1958 - viv.) - ha sposato nel 1979 David Snyder (1956 - 2019): con discendenza;
          3. Pierre (1959 - viv.) - ha sposato nel 1981, divorziando nel 1985, Shari Reid
          4. Constance (1960 - viv.) - ha sposato nel 1987, divorziando nel 1995, Marc Matheson; ha sposato nel 1997 Michel Bain
          5. Antoine (1965 - viv.) - ha sposato nel 1991 Ashley Carrel

        2. Maria Ileana (1933 - 1959) - sposò nel 1957 Jaroslav Kottulinsky (1917-1959): con discendenza;
        3. Alexandra (1935 - viv.) - ha sposato nel 1962, divorziando nel 1973 Eugen Eberhard von Würtenberg (1930-2022); sposò nel 1973 Victor von Baillou (1931-2023): senza discendenza;
        4. Dominik (1937 - viv.) - ha sposato nel 1960, divorziando nel 1999 Engel von Voss (1937-2010); ha sposato nel 1999 Emmanuella Mlynarski (1948 - viv.): con discendenza;
        5. Maria Magdalena (1939 - 2021) - ha sposato nel 1959 Hans Ulrich von Holzhausen (1929 - viv.): con discendenza;
        6. Elisabeth (1942 - 2019) - ha sposato nel 1964 Friedrich Sandhofer (1934 - viv.): con discendenza;

      5. Assunta (1902 - 1993) - sposò nel 1939 Joseph Hopfinger (1905 - 1992), divorziando nel 1950: con discendenza;
      6. Francesco Giuseppe (1905-1975) - sposò nel 1937 Martha Baumer, divorziando nel 1954; ha sposato nel 1962 Maria Elena Seunig (1925 - 1994):
        1. Patrizia (1963 - viv.)

      7. Carlo Pio (1909 - 1953) - sposò nel 1938 Christa Satzger de Balvanyos (1914 - 2001), divorziando nel 1950
        1. Alejandra (1941 - viv.) - ha sposato nel 1960 José Maria Riera Leyva: con discendenza;
        2. Immaculada (1945 - viv.) - ha sposato nel 1969 John Howard Dobkin: con discendenza;

    3. Carolina Maria (1869 - 1945) - sposò nel 1894 Augusto Leopoldo di Sassonia-Coburgo-Koháry (1867 - 1922): con discendenza;
    4. Alberto Salvatore (1871 - 1896)
    5. Maria Antonietta (1874 - 1891)
    6. Maria Immacolata (1878 - 1968) - sposò nel 1900 Roberto di Württemberg (1873 - 1947): senza discendenza;
    7. Ranieri Salvatore (1880 - 1889)
    8. Enrichetta (1884 - 1886)
    9. Ferdinando Salvatore (1888 - 1891)

  9. Maria Anna (1840 - 1841)
  10. Ranieri (1842 - 1844)
  11. Maria Luisa (1845 - 1917) - sposò nel 1865 Carlo di Isenburg-Büdingen-Birstein (1838 - 1899): con discendenza;
  12. Luigi Salvatore (1847 - 1915)
  13. Giovanni Nepomuceno (1852 - 1890)
4. Maria Luisa (1798 - 1857)
5. Maria Teresa (1801 - 1855) - sposò nel 1817 Carlo Alberto di Savoia (1798 - 1848): con discendenza;